# Tadeusz Pytlik
Tadeusz Pytlik (ur. 30 września 1944 w Katowicach, zm. 25 maja 2006) – polski matematyk, wykładowca Uniwersytetu Wrocławskiego.

## Życiorys
Matematykę studiował na Uniwersytecie Wrocławskim w latach 1963–1967 m.in. u Stanisława Hartmana, doktoryzował się w 1972 u Andrzeja Hulanickiego. Specjalizował się w analizie harmonicznej. W 1991 r. uzyskał tytuł profesora. Zmarł 25 maja 2006 r., pochowany na Cmentarzu Grabiszyński we Wrocławiu.